# 1973 en jeu vidéo
Cet article présente les faits marquants de l'année 1973 concernant le jeu vidéo.

## Événements
- 19 mars : Konami est fondé à Tokyo, l'entreprise est alors spécialisé dans la fabrication de bornes d'arcade[1].
- 18 mai : Hudson Soft est fondé à Sapporo[2].

## Principales sorties de jeux
- 16 juillet : Space Race[3]